# Stamboom Maria Louise van Hessen-Kassel (1688-1765)
Dit is de stamboom van Maria Louise van Hessen-Kassel (1688-1765).
| Stamboom Maria Louise van Hessen-Kassel (1688-1765)                                               | Stamboom Maria Louise van Hessen-Kassel (1688-1765)                                     | Stamboom Maria Louise van Hessen-Kassel (1688-1765)                                     |
| ------------------------------------------------------------------------------------------------- | --------------------------------------------------------------------------------------- | --------------------------------------------------------------------------------------- |
| Grootouders                                                                                       | Willem VI van Hessen-Kassel (1629-1663) x 1649 Hedwig Sofie van Brandenburg (1623-1683) | Jacob van Koerland (1610-1682) x 1645 Louise Charlotte van Brandenburg (1617-1676)      |
| Ouders                                                                                            | Karel Lodewijk van Hessen-Kassel (1654-1730) x 1673 Maria Anna van Koerland (1653-1711) | Karel Lodewijk van Hessen-Kassel (1654-1730) x 1673 Maria Anna van Koerland (1653-1711) |
| Maria Louise van Hessen-Kassel (1688-1765) x 1709 Johan Willem Friso van Nassau-Dietz (1687-1711) |                                                                                         |                                                                                         |
| Kinderen                                                                                          | Anna (1710-1777) x 1727 Frederik van Baden-Durlach (1703-1732)                          | Willem IV (1711-1751) x 1734 Anna van Hannover (1709-1759)                              |
| Kleinkinderen                                                                                     | Karel Frederik (1728-1811) Willem Lodewijk (1732-1788)                                  | nn (1735) nn (1739) Carolina (1743-1787) Anna (1746) Willem V (1748-1806)               |